# Луб'янка (Обухівський район)
Луб'я́нка —  село в Україні, Обухівського району Київської області. Населення становить 280 осіб.